# Джонні Голлідей
Джо́нні Го́ллідей (фр. Johnny Hallyday, ім'я при народженні Жан-Філіпп Лео Смет (фр. Jean-Philippe Léo Smet); нар. 15 червня 1943 року, Париж, Франція — 6 грудня 2017) — французький співак і актор.

## Життєпис
Джонні Голлідей народився в сім'ї бельгійця та француженки, отримав бельгійське громадянство, а 1961 року прийняв громадянство Франції. Коли йому було вісім місяців, батьки розійшлися незабаром після його народження, і Джонні виховувала його тітка по лінії батька.

### Кар'єра
1957 року виступав у французьких кабаре, наслідуючи Елвіса Преслі, — успіху не мав, але одного разу прикував увагу публіки в одному з барів Монмартра. Псевдонімом Голлідей узяв прізвище друга свого двоюрідного брата.
1960 року Джонні Голлідей записав свій перший альбом. 1961 року створив гурт «Golden Strings». Багато його виступів були пов'язані зі скандалами. Так, запис програми 1970 року, де Джонні виконував пісню «Jesus Christ», не було допущено до ефіру.
За свою кар'єру музикант він провів понад 400 турне, на яких були присутні понад 15 млн глядачів і продав до 2005 року близько 80 млн дисків. 18 альбомів Джонні Голлідея стали платиновими. Джонні Голлідей написав велику кількість пісень у стилі французького шансону і музику до багатьох фільмів.
1997 року президент Франції Жак Ширак вручив йому орден Почесного легіону.
З березня 2005 року Джоні Голлідей є видавцем журналу «Limited Access», який виходить раз на два місяці.
2009 року відбулося турне музиканта (яке анонсувалося як прощальне) під назвою «Tour 66», його головною подією стали три концерти на «Стад де Франс» — 29, 30 і 31 травня, які зібрали в цілому 240 000 глядачів. Через проблеми зі здоров'ям кілька концертів наприкінці 2009 — початку 2010 року були анульовані.
У травні-липні 2012 року планується нове концертне турне по Франції, у тому числі 3 вистави на «Стад де Франс».

#### Дуети
Джонні Голлідей виступав у дуеті з різними виконавцями: з Еріком Кантона (Excuse moi partenaire, 1998), Ларою Фабіан (Requiem pour un fou, 1998), Паскалем Обіспо і Жаном-Жаком Гольдманом (Je te promets, Ce que je sais, Quelque chose de Tennessee), Шимен Баді, Ізабель Буле, Франсом Галлем та іншими.

## Особисте життя
12 квітня 1965 року Джонні Голлідей одружився з французькою співачкою Сільвією Вартан, і через рік, 14 серпня 1966, у них народився син Давид Майкл Бенджамен, теж співак. Син взяв собі батьківський псевдонім і вже здобув популярність як співак Давид Голідей. Хоч спільні концерти «золотої пари» у Олімпії та Палаці конгресів у Парижі протягом 1960-х і до середини 1970-х років мали завжди величезний успіх, 4 листопада 1980 року вони розійшлися.
Роком пізніше Джонні Голлідей одружився з моделлю Бабетт Етьєн. Шлюб, укладений 1 грудня 1981 року, протримався лише два місяці і два дні. 1982 року співак зійшовся з французькою акторкою Наталі Бай. 1983 року в них народилася донька Лаура, яка також стала акторкою. Голлідей розлучився з Бай 1986 року. З 1990 по 1992 роки він був одружений з Аделін Блондо. З 1996 року Джонні Голлідей одружений з Летицією Голлідей (нар. 18 березня 1975). Подружня пара удочерила двох в'єтнамських дівчат: Жад (Jade Odette Désirée — нар. 3 серпня 2004 як Bui Thi Hoa, взята під опіку в листопаді 2004) і Джой (Joy — нар. Maï-Huong, 27 липня 2008, взята під опіку в грудні 2008).

## Дискографія

### Студійні альбоми
| - Hello Johnny (1960, Vogue) - Nous les Gars, Nous les Filles (1961, Vogue) - Tête à Tête avec Johnny (1961, Vogue) - Salut les Copains! (1961, Philips) - Johnny Hallyday sings America's Rockin' Hits (1962, Philips) - Les Bras en Croix (1963, Philips) - Les Rocks les Plus Terribles (1964, Philips) - Halleluyah (1965, Philips) - Johnny Chante Hallyday (1965, Philips) - La Génération Perdue (1966, Philips) - Johnny 67 (1967, Philips) - Jeune Homme (1968, Philips) - Rêve et Amour (1968, Philips) - Rivière… Ouvre ton Lit (aka Je suis né dans la rue) (1969, Philips) - Vie (1970, Philips) - Flagrant Délit (1971, Philips) - Pleins Feux Sur… (1971, Philips) - Country-Folk-Rock (1972, Philips) - Insolitudes (1973, Philips) - Je t'Aime, Je t'Aime, Je t'Aime (1974, Philips) - Rock'n Slow (1974, Philips) - Rock à Memphis (1975, Philips) - La Terre Promise (1975, Philips) - Derrière l'Amour (1976, Philips) | - Hamlet (1976, Philips) - C'est la Vie (1977, Philips) - Solitudes à Deux (1978, Philips) - Hollywood (1979, Philips) - À Partir de Maintenant… (1980, Philips) - En Pièces Détachées (1981, Philips) - Pas Facile (1981, Philips) - Quelque Part un Aigle (1982, Philips) - La Peur (1982, Philips) - Entre Violence et Violon (1983, Philips) - Hallyday 84: Nashville en Direct (1984, Philips) - En V.O. (1984, Philips) - Rock'n'Roll Attitude (1985, Philips) - Gang (1986, Philips) - Cadillac (1989, Philips) - Ça ne change pas un homme (1991, Philips) - Rough Town (1994, Philips) - Lorada (1995, Philips) - Ce que je sais (1998, Philips) - Sang pour sang (1999, Philips) - À la vie, à la mort ! (2002, Mercury) - Ma Vérité (2005, Mercury) - Le Cœur d'un homme (2007, Warner Music France) - Ça ne finira jamais (2008, Warner Music France) - Jamais seul (2011, Warner Music France) |

### Концертні альбоми
| - Johnny et Ses Fans au Festival de Rock'n'Roll (1961, Vogue) - À l'Olympia (1962, Philips) - Olympia 64 (1964, Philips) - Olympia 67 (1967, Philips) - Au Palais des Sports (1967, Philips) - Que Je t'Aime (1969, Philips) - Live at the Palais des Sports (1971, Philips) - Palais des Sports (1976, Philips) - Pavillon de Paris (1979, Philips) - Live (1981, Universal Music) - Palais des Sports 1982 (1982, Universal Music) - Au Zénith (1984, Universal Music) - À Bercy (1987, Universal Music) | - Dans la Chaleur de Bercy (1990, Universal Music) - Bercy 92 (1992, Universal Music) - Parc des Princes (1993, Universal Music) - À La Cigale (1994, Universal Music) - Lorada Tour (1995, Universal Music) - Destination Vegas (1996, Universal Music) - Johnny Allume le Feu: Stade de France 98 (1998, Universal Music) - 100 % Johnny: Live à La Tour Eiffel (2000, Universal Music) - Olympia 2000 (2000, Universal Music) - Parc des Princes 2003 (2003, Universal Music) - Flashback Tour Live (2006, Warner Music) - La Cigale (2007, Warner Music) - Tour 66: Stade de France 2009 (2009, Warner Music) |

## Фільмографія
- 1955 — Відьми / Les Diaboliques
- 1970 — Точка падіння / Point de chute
- 1977 — Чудовисько / L'Animal
- 1984 — Детектив / Détective
- 1998 — Папарацці / Paparazzi
- 1999 — Чому не я? / Pourquoi pas moi?
- 2002 — Людина з потягу / L'Homme du train
- 2003 — Пограбування по-французьки / Wanted
- 2004 — Багряні ріки 2: Ангели апокаліпсису / Les Rivières pourpres 2
- 2005 — V.I.P. - квартал / Quartier V.I.P.
- 2009 — Рожева пантера 2 / La panthère rose 2
- 2009 — Помста / Vengeance
- 2017 — Рок-н-рол / Rock'n Roll